# James Gentle
James Cuthbert Gentle (Brookline, SAD, 21. srpnja 1904. – Philadelphia, SAD, 22. svibnja 1986.) je bivši američki nogometaš, hokejaš na travi, igrač golfa i vojna osoba.

## Životopis
Rodio se u gradu u neposrednom susjedstvu grada Bostona in Brooklineu. U svom rodnom gradu je pohađao višu školu. 1922. je upisao sveučilište Pennsylvaniju gdje je igrao američki nogomet na prvoj godini. Prebacio se na nogomet i atletiku u idućim trima godinama studija. U tom razdoblju je ušao u sveameričkih najboljih "prvih 11" nogometaša u NCAA-u 1924. i 1925. Unutar svog sveučilišta je diplomirao na poslovnoj školi Wharton School, područje ekonomije 1926. Bio je aktivnim u studentskoj vladi, predsjednikom svog razreda te član glazbene trupe Mask and Wig i hrvačkog kluba Varsity Club.

## Nogometna karijera

### Igrač
Za vrijeme svog boravka na sveučilištu Pennsylvania, Gentle je odigrao kao amater jednu utakmicu protiv profesionalne momčadi Boston Wonder Workers, članicom Američke nogometne lige. Nakon što je diplomirao, potpisao je za Philadelphia Field Club. 1930. se pozvalo Gentlea igrati za nogometnu reprezentaciju SAD-a da bi nastupio na SP 1930. u Urugvaju. Pored toga što je igrao kao napadač, Gentle je bio i prevoditeljem američkom sastavu i osoblju jer je bio jedinom osobom koja je fluentno govorila španjolski jezik.

### Trener
1935. je koledž Haverford uposlio Gentlea da vodi njihov nogometni sastav. Tijekom 6 sezona, Gentle je doveo Haverford do rezultata 39-26-3 i dva naslova pravka Srednjoameričke konferencije.
1986. je primljen u američku nogometnu Dvoranu slavnih.

## Vojna karijera
Gentle je postao pričuvnim vojnikom 1931. Kad su SAD ušle u Drugi svjetski rat, Gentla se rasporedilo u 36. pješačku regimentu.  Njegovu postojbu se poslalo na europsko bojište. Borila se kod Salerna te gorju i brdima iza Monte Cassina. Bili su sudjelovali u bitci kod talijanske rijeke Rapido. Naposljetku mu se postrojbu priključilo snagama generala Pattona kad su nadirale Europom u Porajnje. Krajem rata, Gentlea, koji je u međuvremenu dobio bojnički čin, se imenovalo SAD-ovim trgovinskim i industrijskim službenikom za američku zonu u okupiranoj Njemačkoj. Vojno se umirovio 1956. u činu pukovnika.

## Ostali športovi
Osvojio je brončano odličje na hokejaškom turniru na Olimpijskim igrama 1932. u Los Angelesu. Odigrao je dva susreta.
Na hokejaškom turniru na Olimpijskim igrama 1936. u Berlinu je odigrao tri susreta. SAD su izgubile sva tri susreta u skupini i nisu prošle u drugi krug. Te je godine igrao za Philadelphia Cricket Club.
Kasnije se u životu zainteresirao i za golf i postao članom International Team of the American Senior Golf Association.

## Nagrade i priznanja
Članom je američke nogometne nacionalne Dvorane slavnih.